# Souvans
Souvans ist eine französische Gemeinde im  Département Jura in der Region Bourgogne-Franche-Comté. Sie gehört zum Arrondissement Dole und zum Kanton Mont-sous-Vaudrey. Die Nachbargemeinden sind La Loye im Norden, Bans und Mont-sous-Vaudrey im Westen, Villers-les-Bois im Süden, Villers-Robert und Séligney im Westen sowie Nevy-lès-Dole im Nordwesten.

## Weblinks

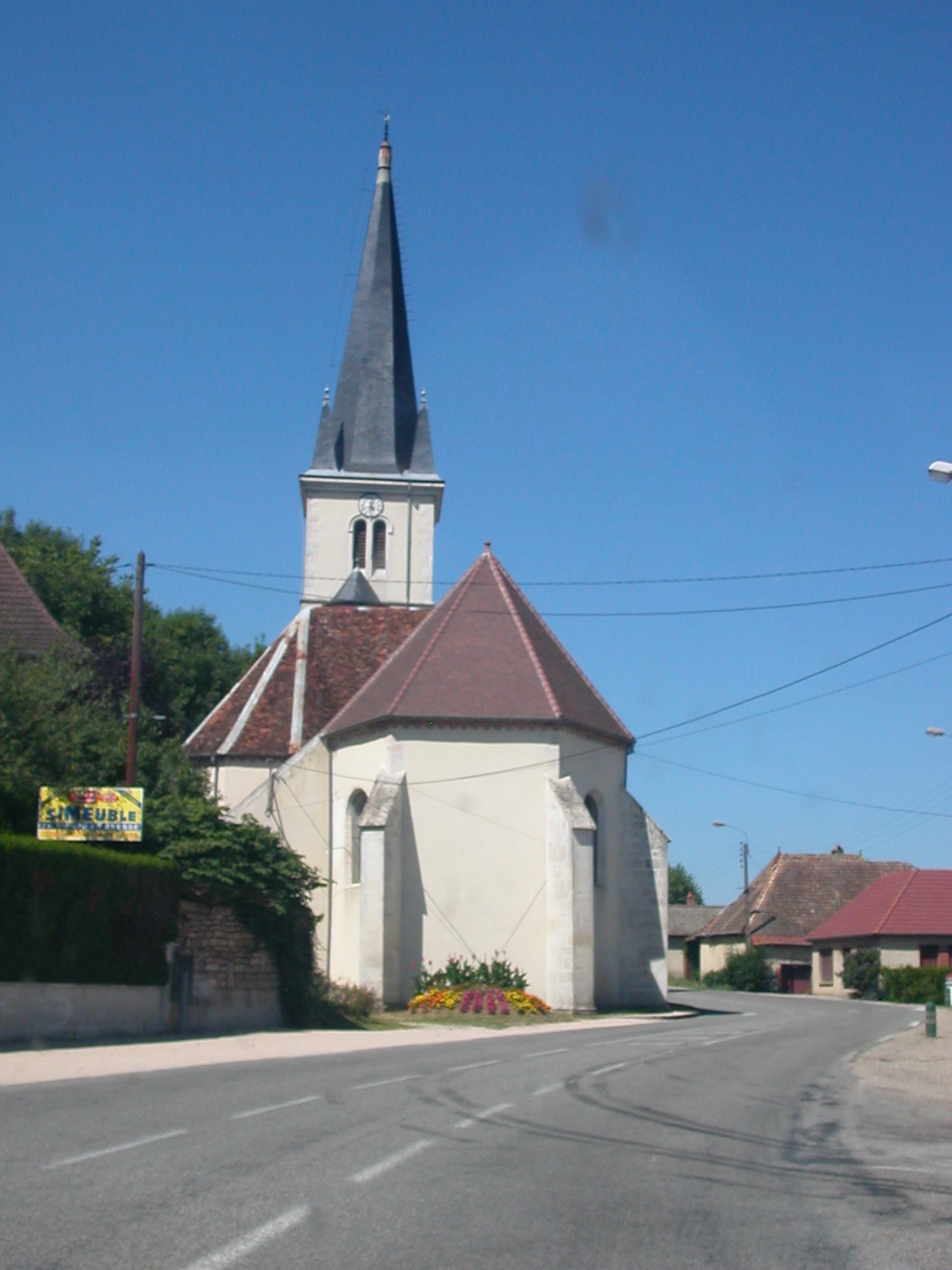
Kirche Saint-Martin

## Bevölkerungsentwicklung
| Jahr                       | 1962 | 1968 | 1975 | 1982 | 1990 | 1999 | 2008 | 2017 |
| Einwohner                  | 369  | 375  | 401  | 358  | 405  | 451  | 488  | 483  |
| Quellen: Cassini und INSEE |      |      |      |      |      |      |      |      |

## Sehenswürdigkeiten
- Kirche Saint-Martin